# Переименованные населённые пункты Карельского перешейка
Населённые пункты Карельского перешейка за свою историю переименовывались много раз.
В средние века, по мере завоёвывания территорий Новгородской республики Швецией, карельские и русские названия поселений менялись на шведские. Так Корела стала Кексгольмом. После становления в Финляндии государственности в 1918 году названия многих населённых пунктов, находившихся на территории Великого княжества Финляндского, менялись с шведских и русских на финские, в том числе и на Карельском перешейке. Так Кексгольм стал Кякисалми. После Зимней войны (1939—1940) территория Карельского перешейка (большая часть бывшей Выборгской губернии) вошла в состав СССР, в Карело-Финскую ССР.
После окончания войны с Финляндией в 1944 году территория Карельского перешейка была передана из Карело-Финской ССР в состав Ленинградской области, и по решению правительства РСФСР в 1948—1949 годах специальная комиссия частично заменила финско-карельскую топонимику Карельского перешейка на русскую.
В ряде случаев населенным пунктам (селам) Карельского перешейка давались имена командиров Красной Армии или деятелей культуры СССР, добавляя окончание -овское (если фамилия оканчивалась на гласную), -ское (если фамилия на -ин) или -о (если фамилия на -ов): Горький > Горьковское; сержант Кузьмин > Кузьминское, майор Бородин > Бородинское, Ленин > Ленинское; генерал Зайцев > Зайцево, комбриг Вещев > Вещево, лейтенант Ермилов > Ермилово, помкомвзвода Малышев > Малышево, сержант Гончаров > Гончарово, красноармеец Пальцев > Пальцево, лейтенант Прибылов > Прибылово, рядовой Рябов > Рябово, сержант Толоконников > Толоконниково, Черкасов > Черкасово.
Иногда топонимы привязаны к ландшафту часто с добавлением приставок при-, под- и за-, а также окончания -ск, -ское и -е: к горам (Зеленогорск, Каменногорск, Светогорск, Подгорье, Горское), полям (Заполье), морям (Приморск), озерам (Приозерск, Озёрское), лесам (Залесье), рощам (Рощино) и рекам (Заречье). При отсутствии приставок популярно окончание -ки (множественное число от уменьшительной формы): Озерки, Лужки, Горки, Дубки.
Некоторые древние топонимы сохранялись, приобретая русское написание, звучание (h > г, p > б) и окончание -во: Harpala > Гарболово, Vaarakkala > Варкалово, Lempaala > Лемболово. Некоторые топонимы были просто переведены с финского языка на русский: Valkeasaari > Белоостров.
В общей сложности на переданной территории было переименовано более 500 населённых пунктов, крупнейшие из них:
- Боровинка — фин. Koljola
- Бородинское — фин. Sairala
- Вещево II — фин. Heinjoki
- Возрождение — фин. Kavantsaari
- Гаврилово — фин. Kämärä
- Гвардейское — фин. Karisalmi
- Горьковское — фин. Mustamaki
- Громово — фин. Sakkola
- Ермилово — фин. Humaljoki
- Заходское — фин. Lounatjoki
- Зеленогорск — фин. Terijoki
- Каменногорск — фин. Antrea
- Кирилловское — фин. Perkjärvi
- Комарово — фин. Kellomäki
- Кравцово — фин. Hovinmaa
- Лазаревка — фин. Luurinmaki
- Лебедевка — фин. Honkaniemi
- Лемболово — фин. Lempaala — карел. Lembola
- Лесогорский — фин. Jääski
- Лосево — фин. Kiviniemi
- Молодёжное — фин. Vammeljoki
- Новинка — фин. Sipilӓnmӓki
- Пальцево — фин. Tali
- Приветненское — фин. Ino
- Приморск — фин. Koivisto
- Приозерск — фин. Käkisalmi — карел. Karjala,Käksalm
- Пруды — фин. Kalalampi
- Репино — фин. Kuokkala
- Рощино — фин. Raivola
- Саперное — фин. Venaja Valkjärvi
- Светогорск — фин. Enso
- Солнечное — фин. Ollila
- Сосново — фин. Rautu — карел. Rautu
- Суходолье — фин. Haitermaa (Uusimӓki)
- Ушково — фин. Tyrisevä — карел. Mustola
- Шумилово — фин. Viiksanlahti
- Яркое — фин. Suotniemi.